# Роні Мартінес
Роні Мартінес (ісп. Rony Martínez, нар. 16 серпня 1988, Оланчіто) — гондураський футболіст, нападник клубу КД «Реал Сосьєдад» та національної збірної Гондурасу.

## Клубна кар'єра
У дорослому футболі дебютував виступами за команду клубу «Уніон Саба».
До складу гондураського КД «Реал Сосьєдад» приєднався 2012 року.

## Виступи за збірну
2013 року дебютував в офіційних матчах у складі національної збірної Гондурасу. Наразі провів у формі головної команди країни 7 матчів, забивши 1 гол.
Включений до складу збірної для участі у фінальній частині чемпіонату світу 2014 року у Бразилії.